# Divuša
Divuša falu Horvátországban, Sziszek-Monoszló megyében. Közigazgatásilag Dvorhoz tartozik.

## Fekvése
Sziszek városától légvonalban 39, közúton 53 km-re délre, községközpontjától 10 km-re északkeletre a Báni végvidék déli részén, az Una bal partján, a Dvort Kostajnicával összekötő 47-es számú főút mentén Kozibrod és Golubovac Divuški között fekszik.

## Története
A település nevét 1410-ben Zrínyi Pál fia Péter egyik oklevelében említik először a család zrinska gorai birtokai között „Dewssa possessio alia parte montis Zrin” alakban. Zrin várának uradalmához tartozott. Nevét az azonos nevű patakról kapta, mely az Una bal oldali mellékvize és amely mellett fekszik. Betelepülésének előzményeként az 1683 és 1699 között felszabadító harcokban a keresztény seregek kiűzték a térségből a törököt és a török határ az Una folyóhoz került vissza. Ezután a Kordun területéről katolikus horvát, a török uralom alatt maradt Közép-Boszniából, főként a Kozara-hegység területéről és a Sana-medencéből  pravoszláv szerb családok érkeztek a felszabadított területekre. Az újonnan érkezettek szabadságjogokat kaptak, de ennek fejében határőr szolgálattal tartoztak. El kellett látniuk a várak, őrhelyek őrzését és részt kellett venniük a hadjáratokban. Divuša benépesülése is a 17. században kezdődött, majd több hullámban a 18. században is folytatódott. 1696-ban a szábor a bánt tette meg a Kulpa és az Una közötti határvédő erők parancsnokává, melyet hosszas huzavona után 1704-ben a bécsi udvar is elfogadott. Ezzel létrejött a Báni végvidék (horvátul Banovina), mely katonai határőrvidék része lett. 1745-ben megalakult a Petrinya központú második báni ezred, melynek fennhatósága alá ez a vidék is tartozott. Divuša az ezred egyik századparancsnokságának a székhelye lett. A parancsnokság épülete bár romos állapotban még ma is áll. A falu temploma már 1699-ben felépült és a hívek növekvő száma miatt 1719-ben már bővíteni kellett.
1881-ben megszűnt a katonai közigazgatás és Zágráb vármegye Kostajnicai járásának része lett. 1857-ben 116, 1910-ben 214 lakosa volt. A 20. század első éveiben a kilátástalan gazdasági helyzet miatt sokan vándoroltak ki a tengerentúlra. 1918-ban az új szerb-horvát-szlovén állam, majd később Jugoszlávia része lett. A második világháború idején a Független Horvát Állam része volt. A háború után a béke időszaka köszöntött a településre. Enyhült a szegénység és sok ember talált munkát a közeli városokban. Ennek következtében újabb kivándorlás indult meg. Sok fiatal települt át a jobb élet reményében a közeli városokba, Glinára, Dvorra, Petrinyára, Bosanski Noviba. A délszláv háború előestéjén lakosságának 63%-a horvát, 32%-a szerb nemzetiségű volt. A falu 1991. június 25-én a független Horvátország része lett. 1991. július 26-án elfoglalta a jugoszláv néphadsereg, majd a Krajinai Szerb Köztársasághoz csatolták. A horvát lakosságot elűzték, templomukat lerombolták. A falut 1995. augusztus 8-án a Vihar hadművelettel boszniai csapatok segítségével foglalta vissza a horvát hadsereg. A szerb lakosság többsége elmenekült. 2011-ben 63 lakosa volt.

## Népesség
| Lakosság változása | Lakosság változása | Lakosság változása | Lakosság változása | Lakosság változása | Lakosság változása | Lakosság változása | Lakosság változása | Lakosság változása | Lakosság változása | Lakosság változása | Lakosság változása | Lakosság változása | Lakosság változása | Lakosság változása | Lakosság változása |
| ------------------ | ------------------ | ------------------ | ------------------ | ------------------ | ------------------ | ------------------ | ------------------ | ------------------ | ------------------ | ------------------ | ------------------ | ------------------ | ------------------ | ------------------ | ------------------ |
| 1857               | 1869               | 1880               | 1890               | 1900               | 1910               | 1921               | 1931               | 1948               | 1953               | 1961               | 1971               | 1981               | 1991               | 2001               | 2011               |
| 116                | 105                | 158                | 161                | 174                | 214                | 198                | 215                | 219                | 215                | 198                | 170                | 184                | 147                | 69                 | 63                 |

## Nevezetességei
- Alexandriai Szent Katalin szűz és vértanú tiszteletére szentelt római katolikus plébániatemploma[4] 1699-ben épült, 1719-ben meghosszabbították. 1991. augusztus 3-án a falut elfoglaló JNA egységei és a szerb szabadcsapatok gránátokkal lőtték szét. Az újjáépített templomot 2015. november 25-én Szent Katalin napján szentelte fel Vlado Košić sziszeki püspök. Az oltár, a tabernákulum, az ambó és a keresztelőmedence brači kőből készült, valamennyi Ivan Kujundžić akadémiai szobrászművész alkotása.
- A határőr századparancsnokság egykori épülete az ún. „Kasar” a 19. század második felében épült nagyméretű, földszintes épület. Homlokzatát öt ablak tagolja. Tetőzete mára beomlott.
- A Srnić család háza a 19. század végén épült. Mai formáját, mely lakó és üzleti célokat egyaránt szolgál a 20. század elején nyerte el. Négyszög alaprajzú, emeletes épület két utcai homlokzattal. A főutcára néző homlokzatot öt, a mellékutcai homlokzatot három ablak tagolja. A bejárat felett kovácsoltvas korláttal díszített erkély látható. Az épület ma is jó állapotban és használatban van.